# Lepanthes costaricensis
Lepanthes costaricensis är en orkidéart som beskrevs av Rudolf Schlechter. Lepanthes costaricensis ingår i släktet Lepanthes och familjen orkidéer. Inga underarter finns listade i Catalogue of Life.